# Società delle divine vocazioni
La Società delle divine vocazioni (in latino Societas Divinarum Vocationum) è un istituto religioso maschile di diritto pontificio: i membri di questa congregazione clericale, detti popolarmente "vocazionisti", pospongono al loro nome la sigla S.D.V.

## Storia
Venne fondata a Pianura di Napoli da don Giustino Russolillo, sacerdote della diocesi di Pozzuoli, che spese la sua vita a servizio delle vocazioni al sacerdozio e alla vita consacrata.
Il 20 settembre 1913, giorno della sua ordinazione sacerdotale, mentre era prostrato per il canto delle litanie, ricevuta l'approvazione del suo direttore spirituale, don Giustino emise un solenne voto a Dio di spendere la sua vita nella ricerca, cultura e sostegno alle "Divine Vocazioni", cioè ai giovani chiamati allo stato religioso e sacerdotale.
Un primo esperimento di vita comune si ebbe il 30 aprile 1914, quando don Giustino, ordinato sacerdote da appena sette mesi, riunì, nella sua residenza paterna, tre giovani con l'intento di avviarli a sviluppare la chiamata al sacerdozio, che essi avevano manifestato. L'esperimento durò appena quattordici giorni perché il vescovo non approvò l'iniziativa.
Ma la chiamata di don Russolillo a fondare un ordine religioso per la cultura, ricerca e formazione delle vocazioni al sacerdozio e alla vita consacrata aveva profonde radici. Nominato parroco della chiesa di San Giorgio Martire in Pianura il giorno 20 settembre 1920, dopo circa un mese, esattamente il 18 ottobre, don Giustino raccolse un buon numero di giovani nella canonica di San Giorgio per dar vita al primo nucleo dei padri vocazionisti: il vescovo di Pozzuoli approvò ufficiosamente la fondazione nel 1923 e formalmente il 26 maggio 1927. La Società venne approvata dalla Santa Sede il 3 gennaio 1948 e ricevette il pontificio decreto di lode il 18 gennaio 1966, dopo due visite canoniche ad opera di un frate servita e di uno francescano.

## Attività e diffusione
Il ministero vocazionista si svolge in parrocchie, scuole, missioni, tutte protese verso il sostegno al discernimento vocazionale. I vocazionisti vivono la vita di comunità e professano i voti di castità, povertà e obbedienza. I vocazionisti lavorano in 20 nazioni in 5 continenti: Europa (Italia, Francia, Spagna,Inghilterra), in America del Sud (Brasile, Argentina, Cile,Colombia, Ecuador), in America del Nord (Stati Uniti d'America, Canada), in Asia (Filippine, India,Indonesia, Vietnam), 
in Africa (Nigeria, Sudafrica, Madagascar), in Oceania (Australia, Papua Nuova Guinea).
Alla famiglia vocazionista appartengono anche altri due istituti fondati dallo stesso don Russolillo:
- le suore delle divine vocazioni, una congregazione religiosa di suore fondate nel 1921 a Pianura di Napoli;
- le apostole vocazioniste della santificazione universale, un istituto secolare di consacrate laiche, che ricevettero l'approvazione pontificia dopo la morte del Russolillo;

Altri rami della famiglia vocazionista sviluppatisi negli ultimi anni sono:
- gli Amici di don Giustino, una Onlus, che si preoccupa di far conoscere la figura di don Giustino Russolillo;
- le Cooperatrici missioni vocazioniste;
- i Servi di Cristo vivo, affiliati al Rinnovamento carismatico cattolico;
- Fraternità Vocazionista, con sede ad Amelia (Terni-Italia);
- i Figli della luce, un movimento carismatico cattolico con centro in Itambé, nello stato di Bahia, in Brasile;
- Shepherds of Youth, associazione caritativa statunitense, che aiuta i Vocazionisti nella loro missione e collaborano soprattutto con la Scuola della parrocchia vocazionista di San Michele, in Newark, New Jersey.

Al 31 dicembre 2021, la congregazione contava 94 case e 520 religiosi, 330 dei quali sacerdoti.

## Superiore generale
Il 20 agosto 2024, il XVI Capitolo generale ha eletto padre Ciro Sarnataro, SDV,  nuovo superiore generale della congregazione.